# STS-38
STS-38 e тридесет и седмата мисия на НАСА по програмата Спейс шатъл и седми полет на совалката Атлантис. Основната цел на мисията е извеждане в орбита на шпионския спътник „USA-67“ по поръчка на Министерството на отбраната на САЩ.

## Екипаж
| Пост                    | Астронавт                               |
| ----------------------- | --------------------------------------- |
| Командир                | Ричард Коуви трети космически полет     |
| Пилот                   | Франк Кълбъртсън първи космически полет |
| Специалист на мисията 1 | Робърт Спрингър втори космически полет  |
| Специалист на мисията 2 | Карл Мийд първи космически полет        |
| Специалист на мисията 3 | Чарлс Гимар първи космически полет      |

- Броят на полетите е преди и включително тази мисия.

## Полетът
По време на седмия си полет в полза на Министерството на отбраната на САЩ, „Атлантис“ извежда разузнавателен спътник USA-67, който се предполага, че е тип Магнум-(ELINT – electronic intelligence, електронно разузнаване). Той е изведен от товарния отсек на совалката на седмата обиколка от полета и по-късно се разполага на геосинхронна орбита над територията на СССР. Други подобни спътници са изведени при мисии STS-51C и STS-33. Една от първите му задачи е наблюдение на събитията по време на първата война в Залива през 1990 г.
Кацането на совалката е забавено с 1 ден заради лошото време и силните ветрове в района на Военновъздушната база „Едуардс“. Прогнозата за продължаващо лошо време довежда до решението да се предприеме кацане в КЦ „Кенеди“. Това е първото кацане в КЦ „Кенеди“ за совалката и първото за совалка от април 1985 г., мисия STS-51D на совалката Дискавъри.

## Параметри на мисията
- Маса:
  - На спътника: ~3000 кг
  - Ускорител на спътника: ~18 000 кг
  - Полезен товар: ~21 000 кг
- Перигей: 78 км
- Апогей: 226 км
- Инклинация: 28,5°
- Орбитален период: 87.5 мин

## Галерия
- Совалките „Атлантис“ и „Колумбия“ на стартовата площадка в КЦ „Кенеди“.
- Совалката в орбита.
- Слънчева светлина на повърхността на океана.